# Chemin de fer du Montenvers
Montenversbanen eller, som den hedder på fransk, Chemin de fer du Montenvers er en tandhjulsbanelinje i Arve-dalen i regionen Haute-Savoie i Frankrig. Linjen løber fra jernbanestationen i Chamonix til 'Hotel de Montenvers'-stationen ved gletsjeren Mer de Glace, der ligger i en højde af 1.913 m.o.h.

## Linjeføringen
Tandhjulsbanen er en smalsporsbane med en sporvidde på 1 meter og banens længde er 5,1 km. Banen er elektrisk drevet og de seks elektrolokomotiver får strøm fra en slæbesko, der følger den overhængende strømførende ledning, der har en spænding på 11.000 Volt/50 Hz. Herudover findes tre dieseldrevne lokomotiver, som kan anvendes ved alternativ drift. Bortset fra stationsområderne, hvor tandhjulssystemet ikke anvendes, har banelegemet en stigningsprocent fra 11% til 22%. Den stejle linje gør, at det er nødvendigt med et tandhjulstrukket tog, både på op- og nedturene. Togets hastighed er 14 - 20 km/t og en tur varer ca. 20 minutter.
Linjen drives af selskabet 'Compagnie du Mont-Blanc', som også driver Mont Blanc-banen og mange af områdets skilifter. Den første del af banen blev taget i brug i 1908 og allerede året efter var banen fuldt udbygget. Fra starten anvendtes damplokomotiver, men i 1953 blev banen elektriciferet.

## Alvorlige ulykker
Den eneste alvorlige ulykke i banens historie fandt sted den 25. august 1927, hvor et lokomotiv blev afsporet under passage af en viadukt. Der var 15 dræbte og 40 tilskadekomne.